# سقط جنین در ارمنستان
سقط جنین در ارمنستان در صورت درخواست تا هفته ۱۲ام بارداری و در شرایط خاص، بین هفته ۱۲ام تا هفته ۲۲ قانونی است. سقط جنین از ۲۳ نوامبر ۱۹۵۵، زمانی که ارمنستان یکی از جمهوری‌های اتحاد جماهیر شوروی بود، قانونی اعلام شده است. بارداری ممکن است به درخواست خانم باردار تا هفته دوازدهم و به دلایل پزشکی و اجتماعی تا هفته بیست و دوم با تأیید پزشک خاتمه یابد. از سال ۲۰۱۶، زمانی که قانون ممنوعیت سقط جنین بر پایه جنسیت تصویب شد، مشاوره اجباری قبل از سقط جنین همراه با یک دوره انتظار سه روزه ضروری به کار گرفته شد. این قانون به دلیل استفاده از سقط جنین انتخابی به عنوان بهانه ای برای محدود کردن دسترسی به سقط جنین مورد انتقاد قرار گرفته است، اگرچه دولت این موضوع را رد کرد و ادعا کرد که قصد ندارد حق زنان برای دسترسی به سقط جنین ایمن را زیر سؤال ببرد.
سقط جنین قبلاً به عنوان روشی برای پیشگیری از بارداری در ارمنستان استفاده می‌شد زمانی که تعداد مرگ مادر ناشی از عوارض سقط جنین بسیار بالا بود (بین ۱۰ تا ۲۰ درصد در سال ۲۰۰۰). پس از اصلاحات گسترده در قوانین سقط جنین قانونی، تعداد مرگ و میرها در سال ۲۰۰۵ به ۵ درصد کاهش یافت.
در سال ۲۰۱۴، ۲۱٫۷۷ درصد از بارداری‌ها در ارمنستان به سقط جنین ختم می‌شد که نسبت به پایین‌ترین درصد ثبت شده در سال ۲۰۱۰ (۲۱٫۵۲ درصد) اندکی افزایش داشت. سازمان ملل نرخ سقط جنین (به عنوان تعداد سقط جنین به ازای هر ۱۰۰۰ زن ۱۵ تا ۴۴ ساله) را ۱۳٫۹ در سال ۲۰۰۴ و ۱۶٫۹ تا تاریخ ۲۰۱۰ اعلام کرد.

## سقط جنین انتخابی
ارمنستان، همراه با سایر کشورها، به ویژه چین و هند، با سقط جنین بر پایه جنسیت مشکل دارند. این موضوع باعث ایجاد بحث‌های سیاسی بزرگی هم در سطوح بین‌المللی و هم در سطح ملی شده است. با این وجود، سیاست‌های ارمنستان برای مقابله با این موضوع بحث‌برانگیز و همیشه در معرض انتقاد بوده است.